# Chironomus nigripes
Chironomus nigripes är en tvåvingeart som först beskrevs av Gimmerthal 1846.  Chironomus nigripes ingår i släktet Chironomus och familjen fjädermyggor. Inga underarter finns listade i Catalogue of Life.